# Hall & Oates
A Hall & Oates egy amerikai könnyűzenei duó, melyet Daryl Hall és John Oates alkot. Legismertebb dalaik közé tartozik az Out of Touch, a Maneater és az Adult Education.

## Története
Darly Hall és John Oates 1967-ben találkoztak először Philadelphiában. Ekkor mindkettejüknek saját zenekaruk volt (Hallnak a The Temptones, Oates-nak a The Masters), mellyel egy zenei versenyre voltak hivatalosak, amikor két rivalizáló együttes tagjai között lövöldözés támadt. Hall és Oates is egyazon szolgálati személyfelvonóban keresett fedezéket. Beszélgetésük során kiderült, hogy mindketten a Temple University hallgatói és a zenei ízlésük is egyezik. Később közösen béreltek szobát, melynek postaládájára a Hall & Oates nevet írták, később ez lett a közös zenekaruk neve is.
Első lemezük az Atlantic Recordsnál jelent meg. New Yorkban dolgoztak Arif Mardin producerrel, ekkor folk és rock stílusú zenét játszottak.
A War Babies megjelenése után kiadót váltottak, az RCA Recordshoz szerződtek. Itt jelent meg 1975-ben a Daryl Hall & John Oates című albumuk, mely egyben az első igazi áttörést is meghozta.
Az 1980-as évek elején Los Angeles helyett a New York-i Electric Lady Studios-ban készítették felvételeiket; Hall barátnője, Sara Allen és annak nővére, Janna dalszövegíróként közreműködtek.
1985. július 4-én a Hall & Oates fellépett a Liberty State Parkban, Jersey Cityben (New Jersey állam), ahol jótékonysági koncertet adtak, melynek bevételét a New York-i Szabadság-szobor restaurálására ajánlották fel. Az eseményen több mint 60 000 ember volt jelen. Hall és Oates ugyanebben az évben részt vettek a We Are the World c. dal felvételén is.
1988 és 1990 között az Artista Records volt a kiadójuk.
1983-ra bekerültek az Amerikai Egyesült Államok popzenei élvonalába.
1993-ban leukémiában elhunyt dalszövegírójuk, Janna Allen.
2012-ben felléptek a The Voice nevű zenei tehetségkutató műsorban.

## Tagok
- Daryl Hall – vokál, gitár, billentyűsök
- John Oates – gitár, billentyűsök, basszusgitár, vokál

## Hattérzenészek

### Jelenlegi felállás
- Charles DeChant – szaxofon, billentyűsök
- Brian Dunne – dob
- Eliot Lewis – billentyűsök
- Zev Katz – basszus
- Everett Bradley – ütősök
- Paul Pesco – gitár
- Gary Gossett – Roadie

### Korábbi tagok
- John Siegler – basszus
- Mike Braun – dob
- G. E. Smith – gitár
- Mickey Curry – dob
- Jerry Marotta – dob
- Caleb Quaye – gitár
- Bob Mayo – billentyűsök, gitár
- Tom "T-Bone" Wolk – basszus
- Kasim Sulton – basszus, billentyűsök
- Aaron G. Wilkinson -
- Shane "Da Pain" Carter -
- Kenny Passarelli – basszus
- Keith Merritt – ütősök
- Robbie Michael – gitárszintetizátor
- Roger Pope – dob

## Diszkográfia

### Stúdiólemezek
- 1972 – Whole Oats (Atlantic Records)
- 1973 – Abandoned Luncheonette (Atlantic Records)
- 1974 – War Babies (Atlantic Records)
- 1975 – Daryl Hall & John Oates (RCA Records)
- 1976 – Bigger Than Both of Us (RCA Records)
- 1977 – Beauty on a Back Street (RCA Records)
- 1978 – Along the Red Ledge (RCA Records)
- 1979 – X-Static (RCA Records)
- 1980 – Voices (RCA Records)
- 1981 – Private Eyes (RCA Records)
- 1982 – H2O (RCA Records)
- 1984 – Big Bam Boom (RCA Records)
- 1988 – Ooh Yeah! (Arista Records)
- 1990 – Change of Season (Arista Records)
- 1997 – Marigold Sky (Push Records)
- 1999 – Angelina (Elap Records)
- 2003 – Do It for Love (U-Watch Records)
- 2004 – Our Kind of Soul (U-Watch Records)
- 2006 – Home for Christmas (U-Watch Records)